# Manuel Ferreyros Ayulo
Manuel Ferreyros Ayulo (Lima, 5 de diciembre de 1880-Lima, 9 de octubre de 1959) fue un empresario y funcionario peruano. Fue uno de los socios de la firma Ferreyros, fundada por su hermano Enrique Ferreyros Ayulo; él mismo dirigió importantes empresas comerciales e industriales, relacionadas con la agroindustria.

## Biografía
Nació en Lima, en 1880, como hijo del capitán de navío Carlos Ferreyros y Senra y de Rosa Ayulo Mendivil. En 1906 se casó con Rosa Balta Bernales (nieta del presidente José Balta), con  quien tuvo dos hijos y tres hijas.
Estudió en el Colegio de Lima, que dirigía el pedagogo Pedro Labarthe, y en el Colegio de la Inmaculada regentado por los padres jesuitas.
Se dedicó al negocio agrícola. Fue administrador y gerente de varias empresas de ese rubro. Se hizo socio de la firma comercial Enrique Ferreyros y Cía., fundada en 1922 por su hermano Enrique Ferreyros Ayulo, origen de un grupo de poder económico muy relevante en el Perú. En ella llegó a ser presidente de directorio.
También trabajó para el sector público. En 1931 asumió como gerente de la Caja de Depósitos y Consignaciones, que ejerció durante varios años.
Asimismo, fue director de la Cámara de Comercio de Lima y miembro de la Sociedad de Beneficencia Pública de Lima. Así como miembro del Club Nacional.
Falleció en Lima en 1959.